# Top Gear Rally 2
 (novembre 2018).
Si vous disposez d'ouvrages ou d'articles de référence ou si vous connaissez des sites web de qualité traitant du thème abordé ici, merci de compléter l'article en donnant les références utiles à sa vérifiabilité et en les liant à la section « Notes et références ».
Top Gear Rally 2 est un jeu vidéo de course sorti en 1999 sur Nintendo 64 et Game Boy Color. Le jeu a été développé par Saffire et édité par Kemco.
Il fait partie de la série Top Gear.